# متروی میدلند
متروی میدلند (انگلیسی: Midland Metro) یک سیستم تراموا برقی و قطار سبک شهری مابین بیرمنگام و ولورهمپتون است.
این قطار شهری دارای ۱ خط، ۲۶ ایستگاه و ۲۱ کیلومتر طول می‌باشد و در ۳۰ مه ۱۹۹۹ میلادی تأسیس شده است.

خط متروی میدلند (نشان داده شده با خط قرمز)

## نگارخانه

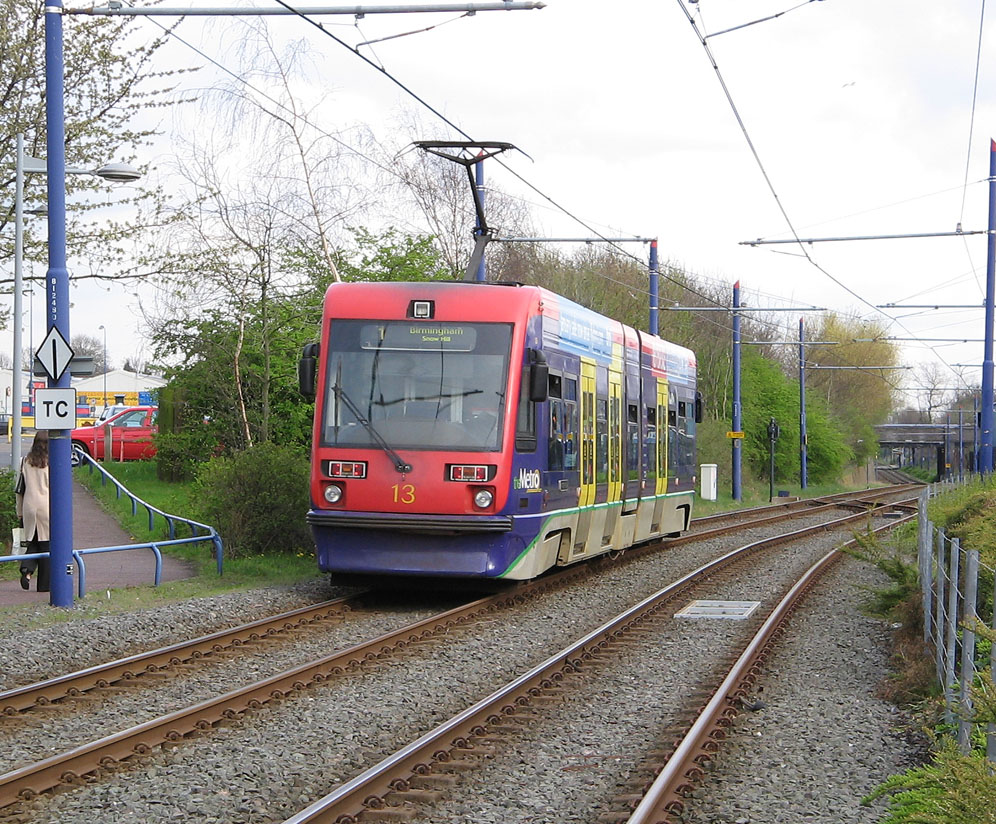
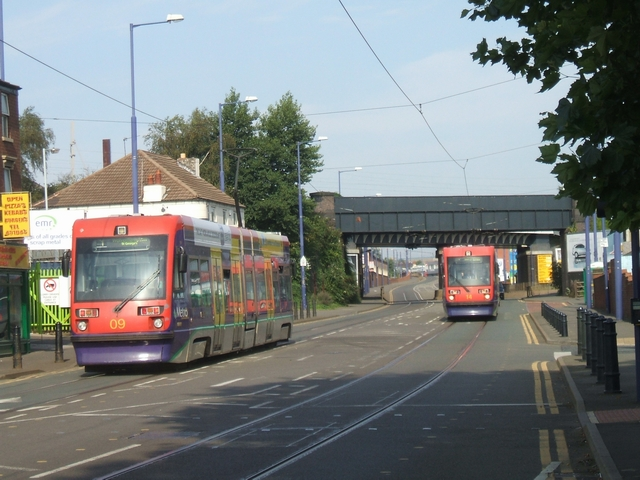
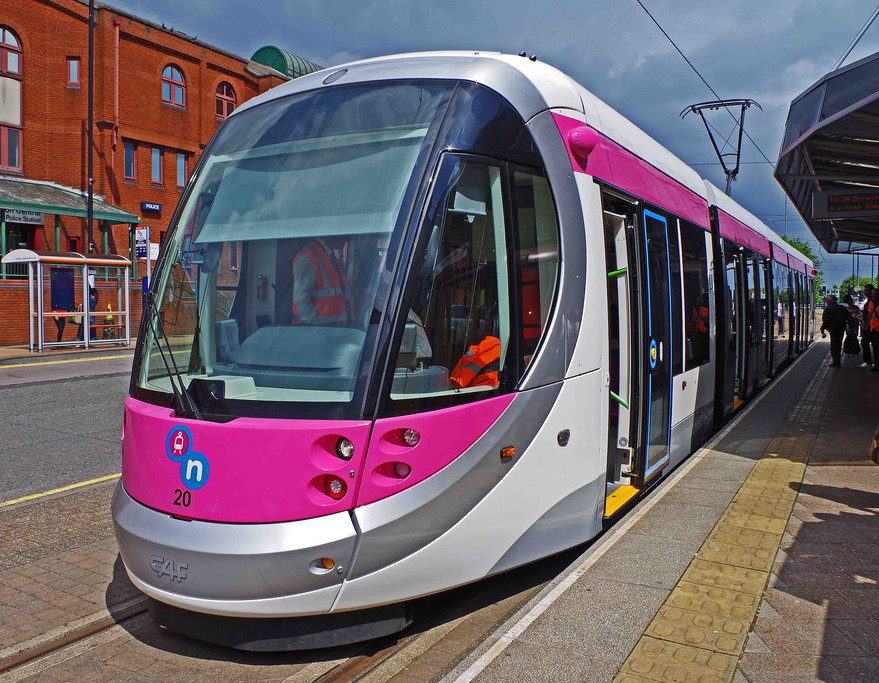
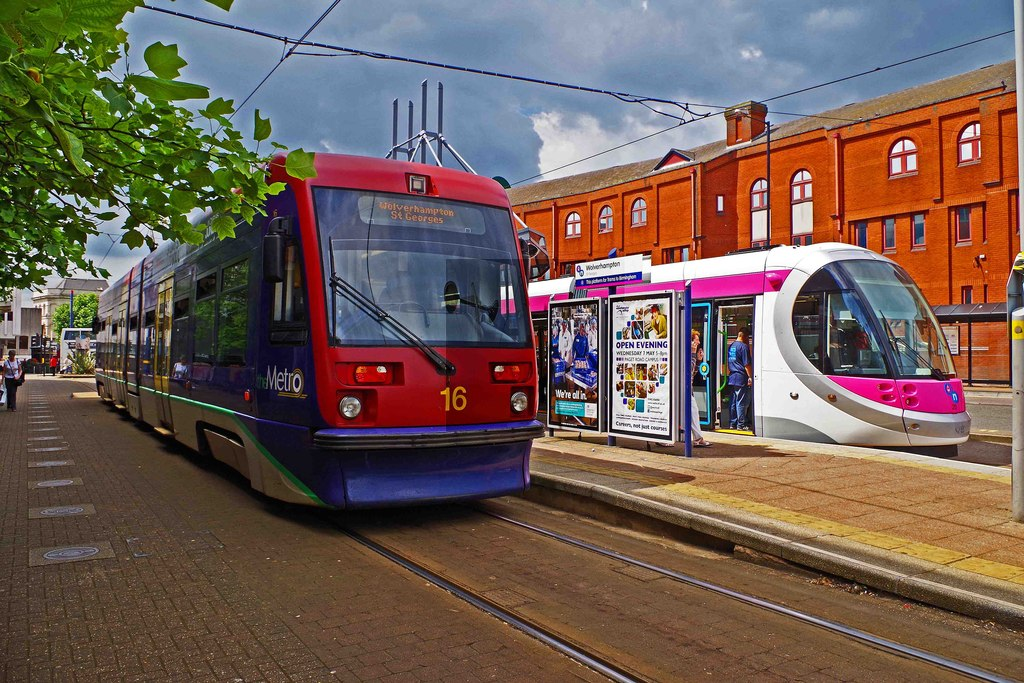
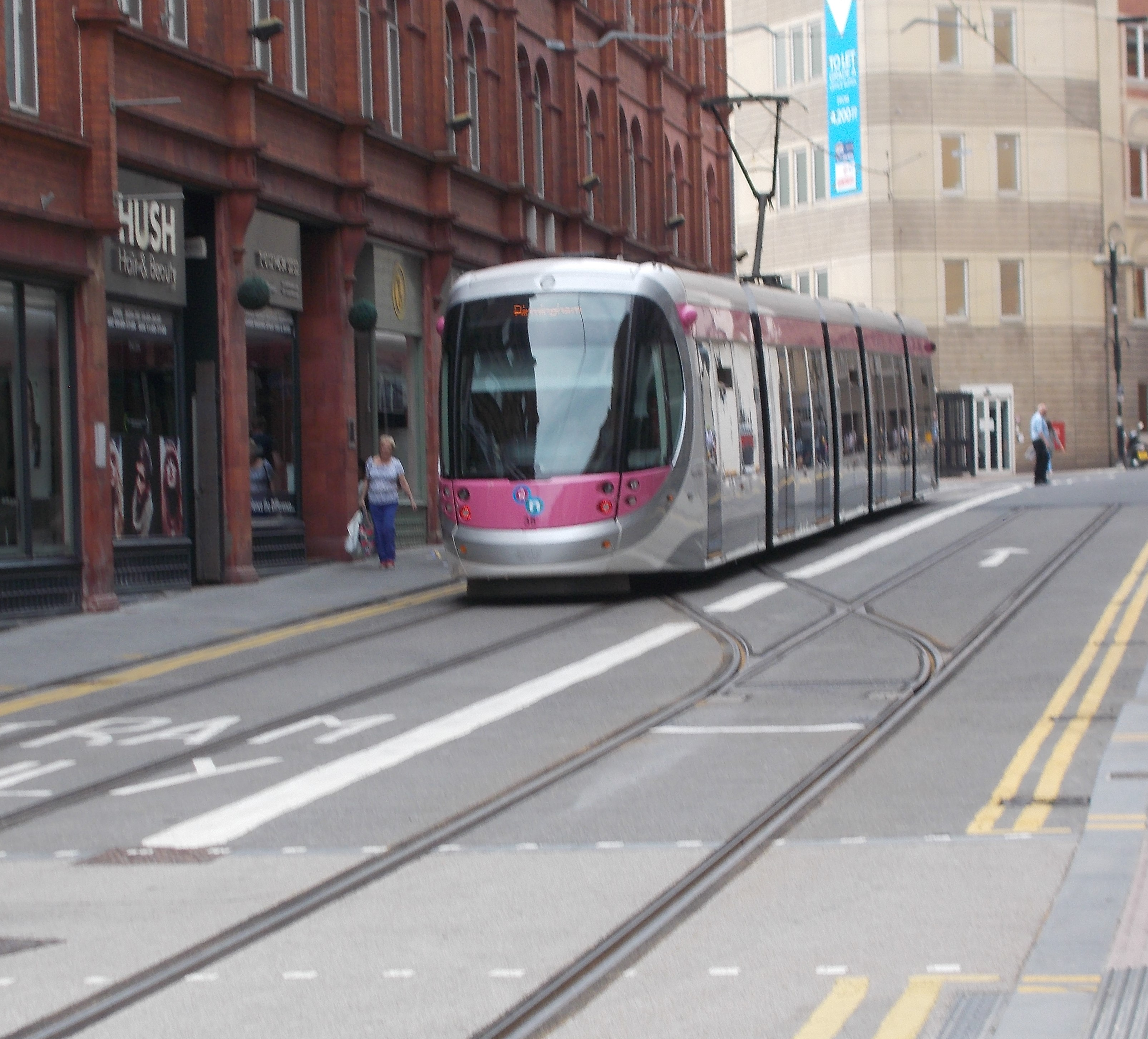
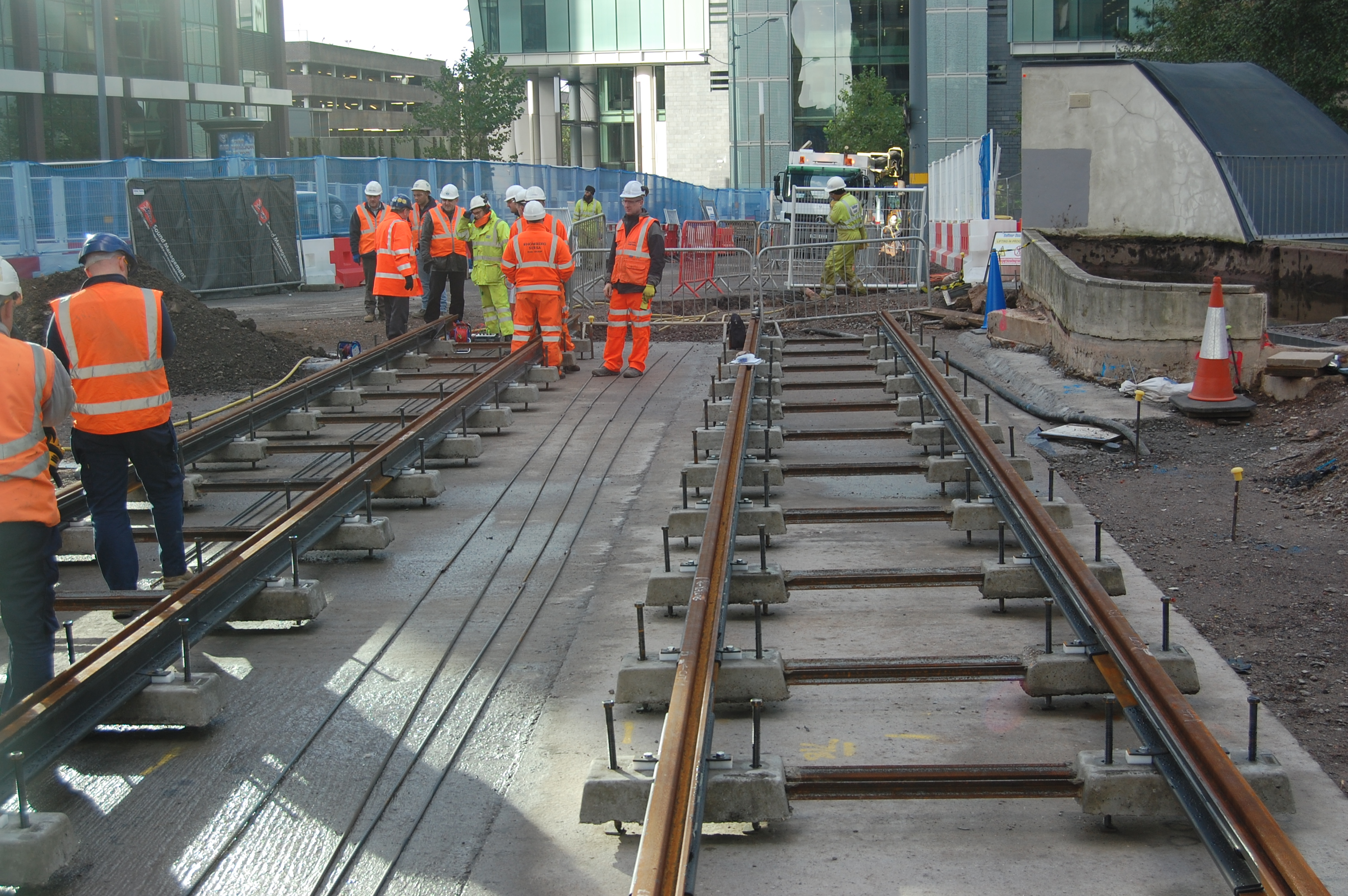